# Cortodera kaphanica
Cortodera kaphanica là một loài bọ cánh cứng trong họ Cerambycidae.